# Hillhouse Capital Group

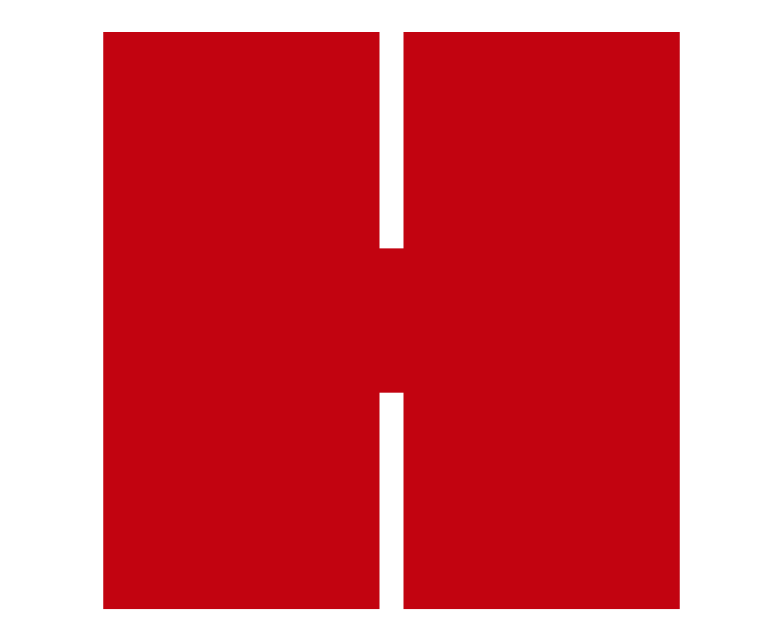
Logo der Hollhouse Capital Group

Die Hillhouse Capital Group mit Sitz in Hongkong ist das größte Private-Equity-Unternehmen in der asiatisch-pazifischen Region. Das durchschnittlich angelegte Kapital in den letzten fünf Jahren betrug 17,894 Milliarden US-Dollar. Im Ranking der weltweit größten Private-Equity-Unternehmen befindet sich die Hillhouse Capital Group (HCG) auf Platz 55. 2016 hat die HCG in Deutschland die H. von Gimborn GmbH übernommen. In den USA ist die HCG seit 2015 an Airbnb beteiligt.